# Lotta Månsson
Marie-Sofie Charlotta Månsson, bättre känd som Lotta Månsson, är huvudpersonen i en svensk bokserie på 47 flickböcker av pseudonymen Merri Vik (Ester Ringnér-Lundgren). Lotta är 13 år i den första boken Det är Lotta, förstås!, som utkom 1958. I motsats till många andra serieböckers figurer växer Lotta upp och i de sista böckerna är hon gift. Böckerna är skrivna i jag-form i en humoristisk ton. Lotta Månsson är en figur med många egenskaper där hennes självutnämnda slarvighet är en av dessa. Hon beskrivs också som observant, fantasifull, kreativ och självironisk. Lottas karaktär skapar en humoristisk bokserie. Lottas karaktär och böckerna som helhet har tolkats både som könsrollskonserverande och att Lotta arbetar för att skaffa sig en yrkeskarriär med tankar om hur kvinnornas situation ser ut i böckernas samtid med ett visst motstånd mot hur normerna såg ut. Böckerna gavs ut 1958-1991 men majoriteten gavs ut under 1960- och -70-talen. Böckerna om Lotta gavs ut i Sverige, Tyskland, Finland, Norge, Danmark och Island.

## Figurens bakgrund
Lotta Månsson skapades en dag när författaren hade ryggskott. Då tyckte Ringnér-Lundgrens ena dotter att mamman skulle skriva en bok och gav därför sin mor ett block och en penna. I en intervju i Kamratposten har Ester Ringnér-Lundgren berättat att Lotta är en blandning av författaren själv och hennes barn. Mycket av det som händer är baserat på verkliga händelser men överdrivet. Ringnér-Lundgren nämner också att hon var glömsk och slarvig och aldrig fick bra betyg i ordning, det vill säga liknar Lotta därvidlag.

## Figuren Lotta Månsson
Lotta Månsson presenteras i första boken som "en slarvig, hoppsig, tanklös… och ja, vad är det mer de brukar säga att jag är? Jo bullersam och högljudd." Lotta är glad, påhittig och hjälpsam. Samtidigt är hon glömsk, slarvig och har ett häftigt humör. På grund av detta råkar hon och hennes bästa vän Giggi ständigt ut för olika missöden och Lotta klagar över sin otur. Lottas karaktär innehåller också vemod och ett lillgammalt tonfall.
I den första boken är Lotta 13 år och går i skolan. Genom böckerna blir Lotta äldre och läsaren följer henne genom skoltid och högre utbildning samt familjebildning. I den sista boken är Lotta runt 21 år. Familjen karakteriseras som en svensk övre medelklassfamilj där pappa Gerhard är ingenjör och mamma Lisa är hemmafru. Lotta och hennes systrar, Gerd och Malin, delar rum medan deras bror, Knatt, har ett eget rum. Pappan har ett arbetsrum och så finns det ett vardagsrum där familjen samlas på kvällar för te eller om de har någon på besök.

## Lotta och miljöer runt henne
Platser i böckerna om Lotta har fått inspiration från ställen Ringnér-Lundgren har bott på så som Solna, Norrköping men även Göteborg. Sommarhuset som Lotta och Lottas familj åker till är skapat utifrån Ringnér-Lundgrens sommarhus i Krokek i Kolmården. Många av författarens upplevelser från ungdomstiden har använts i böckerna om Lotta. Några miljöer har författaren namngett i en intervju och gäller platser i Norrköping: 
” …/…/… Draget (Drottninggatan alltså) ’där vi gick upp och ner, upp och ner på kvällarna’, Häggströms konditori med sina tyllgardiner och mysiga miljö, Lundbergs bokhandel på Kungsgatan …” 

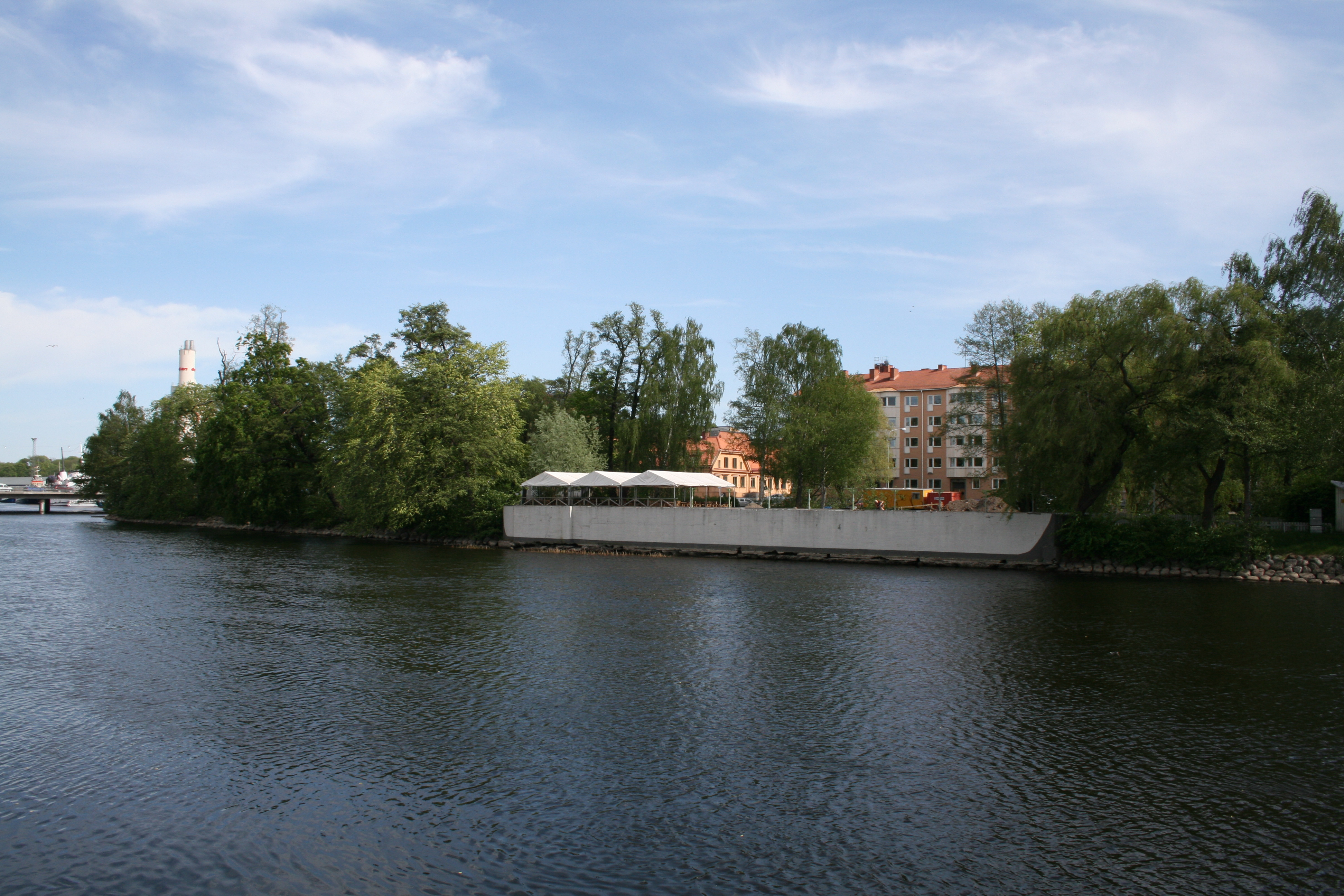
Strömsholmen i Norrköping som är en förebild för platsen i Lottas fiktiva värld.

 I flera av böckerna berättas hur Lotta och Giggi går till Strömserveringen. Strömsholmen i Norrköping har haft servering vid olika tidpunkter genom åren. I Vilken fullträff, Lotta ! står det så här:
| ”      | Det är ett så idylliskt litet ställe. En liten paviljong bara, med självservering. Har inte så mycket att bjuda på, förresten. Glass förstås, och juice och så kaffe och läsk av alla de slag. Några sorters kakor, ostsmörgåsar och sockerkaksskivor. Det är det hela, men det räcker för all del. Huvudsaken är att det är skönt att sitta där. Alldeles i närheten finns Strömbron med sin sjudande trafik, men nere vid serveringen sitter man fridfullt och ser ut över strömmens vatten. | „ |
| – Vik, | |   |

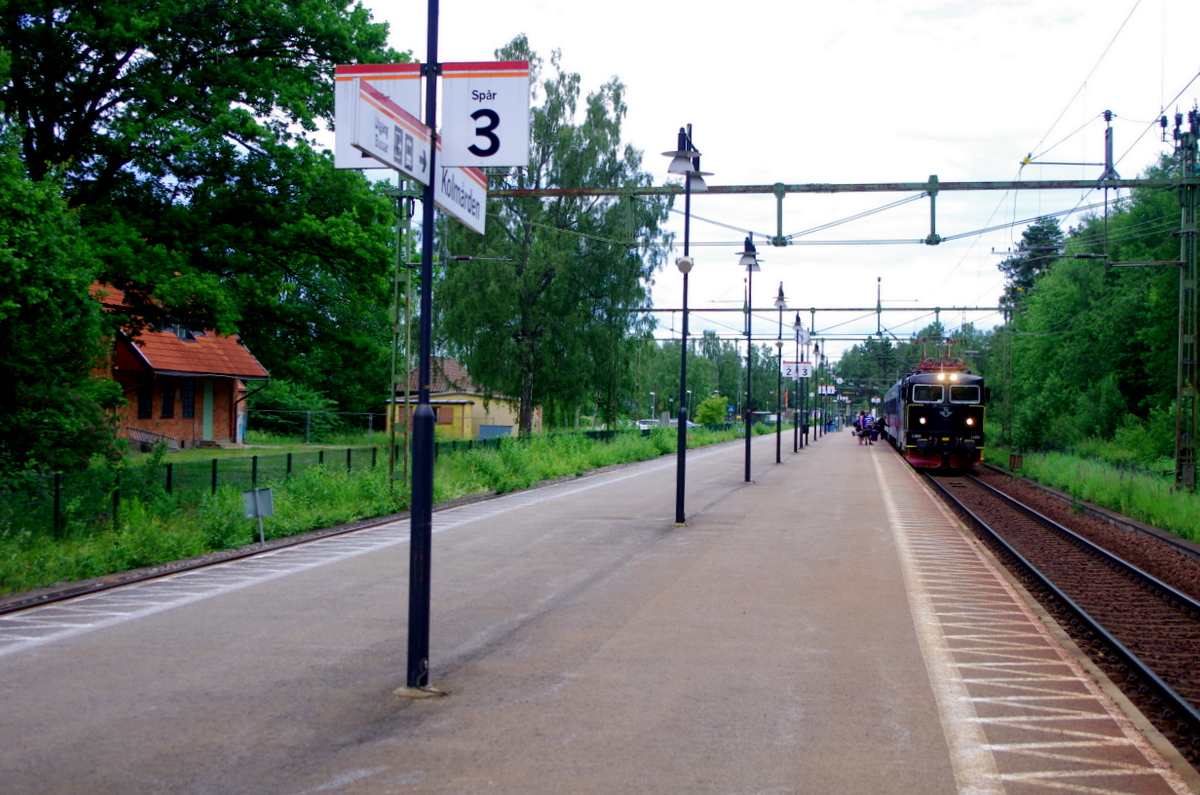
Kolmården station i Krokek. Till vänster det gamla stationshuset. Förebild för det fiktiva Rönnvik med station.

Lotta och hennes familj tar tåget till sommarstället i Rönnvik. I Håll masken, Lotta ! har Lotta precis hoppat på tåget och satt sig på sin plats:
| ”      | Upptäckte när jag väl sjunkit ner på min soffa, att jag hamnat mitt emot en klassis. Björn - en pojke, som jag under alla dessa år aldrig pratat ordentligt med, bara bytt några ord med då och då. Hur skulle det gå att prata med honom? Nu kunde jag ju i alla fall inte byta plats. -Hej, Lotta! Det var i sista minuten! Innan jag hade hunnit få ur mig mer än hej hade han tagit hand om min kartong och lagt den uppe på hyllan, samt fortsatt med att fråga om jag skulle ut till Rönnvik, för i så fall fick vi sällskap så gott som hela vägen. Han skulle av vid stationen före. | „ |
| – Vik, | |   |

## Analys av Lotta Månsson och böckernas berättande

### Berättarröst och genre
Berättarrösten i böckerna är för det mesta självironisk med roliga ordvändningar som präglar texterna. Vemod finns insprängt liksom Lottas lillgamla tonfall. Denna berättarstil gör att berättelserna om Lotta räknas till de lättsamt självironiska. "De har en självironisk jagberättare som ofta hamnar i löjliga situationer och förvecklingar." Böckerna får en förändrad berättarröst i och med att Lottas blir äldre. I de böcker där Lotta är 13-14 år berättas det så att man ser en upplevd verklighet på gränsen mellan barn och ung dam. När Lotta är 15-18 år förändras tonfallet till att framhäva en ung dam. Den sista perioden är den då Lotta är 18 år och äldre och berättarrösten är vuxen.
Lottas samlade egenskaper gör att hon trots sina slarviga och tanklösa sidor alltid landar på fötterna. Lotta är en observant flicka med användbar fantasi. Det faktum att hon får anmärkning i skolan för slarv och ouppmärksamhet står inte i vägen för att hon på fritiden ska kunna hitta stöldgods och försvunna personer. Den ytliga berättelsen talar om anpassning men den underliggande beskrivningen av figuren Lotta visar på att den egna personligheten ska bejakas.
Lotta har drag från Lisa Eurén-Berners och Christina Söderling-Brydolfs huvudkaraktärer. Lotta har de söta dragen från Eurén-Bernér genom att hon till exempel kallar sig själv "lilla" och från Söderling-Brydolf finns en viss uppstudsighet mot vuxna. Dessutom har Lotta ett eget sätt, en mer underliggande och dubbeltydig självironi som skapar utrymme för mer humor. Figuren Lotta har en önskan om att behålla sin värdighet. Detta skapar en spänning och i texterna kan man se flera lager av ironi. För läsaren kan detta innebära att det inte är helt lätt att se hur stor självinsikt figuren har i de situationer som uppstår. Som berättare tvingar Lotta läsaren att se vad det självironiska berättandet innebär. Komiken i böckerna om Lotta finns ofta i "spänningen mellan barnslighet och värdighet, och samtidigt spänningen mellan det förtroliga läsartilltalet och den självironiska distansen." Detta saknas i de böcker som kom ut från slutet av 1960-talet. Då började böckerna tappa fart, humoristisk finess och nyanserat språk och fick istället ett slentrianmässigt uttryckssätt.

### Könsroller – kritik och analys
I slutet av 1990-talet publicerades en analys av texternas två nivåer, den manifesta, ytliga, nivån och den underliggande nivån visar på en spänning. Lotta agerar inom de gränser som samhället har för unga flickor men agerar ändå på sätt som ifrågasätter dessa gränser. En genomgående intrig är vägen till Lottas giftermål med Paul men det är inte den dominerande intrigen. Det som genomsyrar böckerna är Lottas vardag i skolan, på sommarlov och på semesterresor. Vidare speglas Lottas arbete som frilansjournalist, arbete på sjukhus och bokförlag samt litteraturstudier.
| ”        | Lotta arbetar målinriktat på att forma sig en yrkesverklighet. | „ |
| – Ödman, |                                                                |   |

Ödman påpekar att de kritiker, Stefan Mählqvist och Vivi Edström, som på 1970- och 80-talen tog upp att böckerna konserverar könsroller inte tar med det faktum att Lotta, hennes systrar Gerd och Malin samt bästa vännen Giggi tar studenten, utbildar sig och börjar arbeta. Detta till skillnad från deras mammor, som är hemmafruar. Öppna problematiseringar av könsroller finns också. Ödman lyfter fram ett tillfälle när Lotta i städartagen, både svettig och smutsfläckad, grubblar på om hon ska öppna dörren. Ödman syftar på följande:
| ”      | I nästa minut log jag åt mig själv. Om jag hade varit karl hade jag öppnat även om jag hade rakat ena kinden och hade skägget kvar på den andra. Var står det att en kvinna alltid måste vara snygg och hel och ren, när hon öppnar en dörr. Som om hon aldrig städade eller tvättade eller någonting. Alltså öppnade jag. | „ |
| – Vik, | |   |

Giggi får i en av böckerna ge röst åt den problematik som uppenbaras då klasskamraten Mick säger att kvinnorna som ska skriva i skoltidningen måste vara roliga. Micks reaktion beskrivs av Ödman som lätt oförstående och hans svar fokuserar på Giggi som person. Giggi förvirras inte av detta utan pekar tillbaka på den orättvisa som yttrades. Ödmans analys av Lotta och de berättelser som finns i böckerna lyfter fram att de innehåller en "direkt opposition mot ett konventionellt könsrollstänkande och en manlig rätt att diktera hurudana kvinnor ska vara."
Ödman tolkar figuren Lotta som en figur som bejakar kvinnligheten men inte ett kvinnligt könsrollsideal skapat av män. Lotta är temperamentsfull och kan bli rasande arg. Hon ifrågasätter auktoriteter så som lärare och andra vuxna, inte öppet men i berättelserna så ger karaktären uttryck för detta ifrågasättande. Genom olyckshändelser kan Lotta göra dessa motstånd. Ett exempel är när Lotta och Giggi pratar strunt om lärarna framför skolans centralradioanläggning, som står påslagen och hela skolan hör detta prat. Författaren Ester Ringnér-Lundgren ger genom Lotta och hennes systrar och vänner röst åt en kvinnokamp som ifrågasätter de existerande könsrollerna men utan att nedvärdera den kvinnliga sfären som beskrivs välformulerat och ger den en egen betydelse, värd lika mycket som andra sfärer.
Ödman skriver att den kritik som Stefan Mählqvist fört fram mot en problemfri aningslöshet i böckerna om Lotta kan bemötas med den livsfilosofi som Ringnér-Lundgren för fram genom att problematisera maktlöshetskänslor och på så sätt lyfter fram att det gäller att slå vakt om livsglädjen för att kunna kämpa mot nedbrytande krafter i samhället.

## Lotta i andra länder
Böckerna om Lotta publicerades i de nordiska länderna samt i Tyskland. I Tyskland gavs tre titlar ut på tidigt 1960-tal. Det var Natürlich wieder Lotta 1963 (Det är Lotta, förstås!), Ja, ja unsere Lotta 1964 (Ja, se Lotta!) och Aufgepasst Lotta 1965 (Skärp dig Lotta). På 1980-talet gavs fyra böcker om Lotta ut i av bokförlaget Schneider Buch. Då hette Lotta istället ”Lisa” och det var titlarna Gib nicht auf, Lisa 1981 (Vilken vals, Lotta), Bleib wie du bist, Lisa 1982 (Alla tiders Lotta), Du bist klasse, Lisa 1982 (Rena karusellen, Lotta!) samt Typisch Lisa 1983 (Lotta går till väders).
År 1973 gavs boken Det är Lotta förstås! ut i Danmark och följdes av tre titlar. I Danmark heter hon Lotte. År 1976 gavs samma bok ut på Island och följdes av nio titlar om Labba. I Norge gavs den ut 1987 och följdes av 27 titlar under åren fram till och med 1990. I Norge heter Lotta istället Lotte. I Finland började utgivningen av Lotta på finska 1974. Alla titlar gavs ut och några av titlarna kom i nytryck så sent som 2004–2007.

## Persongalleri
- Lotta Månsson själv, som berättar alla historierna i jag-form.
- Giggi (egentligen Ingrid Hägg), Lottas bästa kompis och förtrogna.
- Gerhard och Lisa Månsson, Lottas föräldrar.
- Gerd och Malin, Lottas äldre systrar (tvillingar).
- Knatt (egentligen Torkel), Lottas äldre bror.
- Paul Ryd, Lottas fem år äldre brylling, som blir hennes pojkvän och slutligen äkta man.
- Lockige Fridolf (egentligen adjunkt Vestlander), Lottas svensklärare och klassföreståndare, ofta förekommande på bokomslagen.
- Tant Bernhardina, Pauls farmor.
- Lenni, en ung poet i Lottas bekantskapskrets.
- Kajsa, Giggis yngsta moster, journalist.
- Mick Tronning, klasskamrat som alltid brinner av entusiasm för något gott ändamål.
- Farbror Urban, deckarförfattare och notarie.

## Lotta-figurens inflytande
Lottas figur kan ses speglad i Jolly av Ingrid Bredberg. Ahlborn & Nilmander skriver: "Särskilt Jolly, en lite burdus och gåpåaraktig flicka som kan sägas vara en språkligt och innehållsmässigt moderniserad Lotta, gick hem bland läsarna och sviten, publicerad av B. Wahlströms mellan 1970 och 1988, blev 26 volymer lång."

## Böckerna
Böckerna om Lotta gavs ut av B. Wahlströms bokförlag i deras serie av flick-/ungdomsböcker. I listan nedan står numret i B. Wahlströms serieutgivning efter titel.
- 1958 –  Det är Lotta, förstås! Nr. 917
- 1959 –  Ja, se Lotta! Nr. 948
- 1959 –  Lotta är sig lik Nr. 963
- 1960 –  Skärp dig, Lotta! Nr. 994
- 1960 –  Lotta slår till Nr. 1017
- 1960 –  Fara på taket, Lotta! Nr. 1043
- 1961 –  Vilken skiva, Lotta! Nr. 1056
- 1962 –  Skriv upp det, Lotta! Nr. 1095
- 1962 –  Rena snurren, Lotta! Nr. 1099
- 1963 –  Se dig för, Lotta! Nr. 1137
- 1963 –  Bra gissat, Lotta! Nr. 1150
- 1963 –  Platt fall, Lotta! Nr. 1187
- 1964 –  Rena mörkret, Lotta! Nr. 1199
- 1965 –  Hejda dig, Lotta! Nr. 1237
- 1965 –  Full fart, Lotta! Nr. 1249
- 1966 –  Arma Lotta! Nr. 1288
- 1966 –  Vilken fullträff, Lotta! Nr. 1300
- 1967 –  Håll masken, Lotta! Nr. 1340
- 1967 –  Lotta i topp Nr. 1352
- 1968 –  Var glad, Lotta! Nr. 1398
- 1968 –  Vilken vals, Lotta! Nr. 1410
- 1969 –  Festligt, Lotta! Nr. 1455
- 1969 –  Vilken tur, Lotta! Nr. 1465
- 1970 –  Alla tiders Lotta Nr. 1509
- 1970 –  Rena karusellen, Lotta! Nr. 1519
- 1971 –  Ge aldrig upp, Lotta! Nr. 1562
- 1971 –  Mitt i prick, Lotta! Nr. 1572
- 1972 –  Lotta går till sjöss Nr. 1623
- 1972 –  Det spökar, Lotta! Nr. 1633
- 1973 –  Lotta går till väders Nr. 1682
- 1973 –  Heja Lotta! Nr. 1692
- 1974 –  Toppen, Lotta! Nr. 1740
- 1974 –  Fyndigt, Lotta! Nr. 1750
- 1975 –  Full rulle, Lotta! Nr. 1795
- 1975 –  Rena cirkusen, Lotta! Nr. 1805
- 1976 –  Rakt i plurret, Lotta! Nr. 1864
- 1977 –  En ros åt Lotta! Nr. 1926
- 1979 –  Kära Lotta! Nr. 2054
- 1980 –  Alltid Lotta! Nr. 2114
- 1981 –  Lycka till, Lotta! Nr. 2174
- 1983 –  Då kör vi då, Lotta! Nr. 2284
- 1984 –  Läsning för Lotta! Nr. 2332
- 1986 –  Glad sommar, Lotta! Nr. 2400
- 1987 –  Visst är det konstigt, Lotta! Nr. 2427
- 1988 –  Det ordnar sig, Lotta! Nr. 2450
- 1989 –  Helt otroligt, Lotta! Nr. 2475
- 1991 –  Liselott, Lottas dotter Nr. 2563
- 1995 – Lotta. En samlingsvolym som innehåller Det är Lotta förstås; Ja, se Lotta!; Lotta är sig lik.[23]